# おじゃまします市町村街かどクイズ
『おじゃまします！市町村街かどクイズ』（おじゃましますしちょうそんまちかどクイズ）は、千葉テレビ放送で1986年4月から2021年3月に放送されていた（途中中断期間あり）のクイズ番組である。モノラル放送で地上デジタル放送ではデータ放送を実施している。

## 概要
毎週千葉県内の市町村の地域施設やイベント会場，名所にて一般の住民にクイズを出題し、市町村の情報やイベント・インフォメーションを発信する目的のクイズ番組。
1986年4月から2002年3月までは『おじゃまします！街角クイズ』と題し、千葉県の広報番組として放送されていた。この期間の毎年正月にはスペシャル版が放送されており、この放送では沼田武・千葉県知事（当時）や石井力・千葉テレビアナウンサー（当時）が出演していた。しばらく番組は休止となり、2007年正月にスペシャル版が放送され、同年6月15日（千葉県民の日）から『おじゃまします！市町村街かどクイズ』と改題され，再び放送された。復活後は千葉県ではなく千葉県市町村振興協会が制作に関与している。しかし、これ以降はこれまであった再放送や正月のスペシャル版は放送されなくなった。番組開始以来，スペシャル版を除く通常の放送回では番組の途中に一切CMを挟まず放送していた。
現在は15分間の放送時間で4〜6問程度いろいろな一般人に出題される。近年では番組のファンである視聴者がわざわざ収録地に赴いて番組に出演しクイズに参加する傾向がある。番組ではこれらの参加者を「準レギュラー」と称している。
問題の内容はその市町村にちなんだ知識や歴史に関する問題でクイズの回答はほとんどが三者択一であり，開始当初から2002年の放送までは正解の番号がそれぞれ異なっていたが，2007年の復活以降からは必ず1番が正解となる。また2番・3番の選択肢は1番の回答を捩ったものや洒落のあるユーモアな形式となっている。回答者には番組特製のクオカードと付箋が贈呈される。以前は千葉テレビ特製のテレホンカードとハンカチであった。
20分放送時代には，番組終盤に視聴者からのお便り紹介のコーナーがあり，番組の感想などが読まれていた。葉書を読まれた視聴者には千葉テレビ特製のボールペンがプレゼントされることになっていた。また「宿題クイズ」というコーナーがあり放送された回の市町村以外に関連したクイズが出題され，葉書で視聴者がクイズに参加できることになっていた。クイズに正解すると抽選で千葉テレビ特製のレターオープナーもしくは腕時計がプレゼントされる。そして「今週のボツ」というコーナーもあり，クイズに参加したものの放送で使われなかった参加者が手を振るシーンが数秒程度映される。BGMはMezzoforteの「Rise and Shine」が使用されていた。
「今週のボツ」のコーナーは2007年の復活以降は「今週のSUB」（サブ）というコーナー名になって引き継がれた。BGMはC MUSIC Professional Libraryの「RunStraight」が使用されていた。
広報予算が確定していない4月は3週間ほど番組が休止されることもある。それは千葉県広報番組の「ウィークリー千葉県」も同様で、放送がない場合は「ちば美彩」や「ちば点描」で穴埋めされた。
毎年7月の数週間は「高校野球ダイジェスト」の放送を行うため、金曜日17時台か18時台に繰り上げて放送される（2010年代以降は、全国高等学校野球選手権千葉大会期間中、放送時間が金曜日の18時15分から18時30分に変更される。これに伴い、「チュバチュバワンダーランド」は休止となる）。
2018年7月20日は千葉テレビでの高校野球中継はなく高校野球ダイジェストの放送もなかったが、当番組は18時15分から18時30分まで放送された。そのため従来放送される時間帯は通販番組で穴埋めされた。
2018年9月21日の放送で放送500回目となった。この回は9月9日に長柄町の「道の駅 ながら」にて収録されたものが放送された。
2020年3月27日の放送（3月15日に富津市の「富津海岸　潮干狩場」にて収録）の後に新型コロナウイルス流行の影響により3か月間の中断を挟み，7月3日の放送より再開された。この回は6月18日に旭市の「道の駅　季楽里あさひ」にて収録されたものが放送された。再開以降はこれまでのような一般参加者の出演はなく，司会の2人が間隔をあけて番組を進行しており，その回の市町村についての解説や地元の名物や名産品を食レポするなど番組のスタイルが変更された。
2021年3月26日放送を以って、中断期間も含めおよそ35年間（中断を差し引くと概ね30年間）の放送に幕を閉じ、4月は「ONGAX」などの穴埋め番組を経て、同年5月7日より、当番組同様に千葉県内市町村の魅力を紹介する番組として『市町村てくてく散歩』が、当番組のリニューアル版として放送される。毎週特定の千葉県内の市町村をとりあげて紹介すること自体は変わりないが、一般の住民へのクイズがないために内容としては全く異なるものとなっている。毎週千葉県にゆかりのゲスト（橋本良亮（A.B.C-Z）、にしおかすみこ等）がその週のテーマとなる市町村を散歩し、途中でその市町村の市町村長によるPRタイムが設けられるという内容である。

## レギュラー版放送時間
編成の都合により変更の場合あり
| 期間      | 期間      | 放送日時                                                              | 放送時間 |
| --------- | --------- | --------------------------------------------------------------------- | -------- |
| 1986.4    | 1987.3    | 毎週土曜日22時10分〜30分（本放送） 毎週日曜日11時10分〜30分（再放送） | 20分間   |
| 1987.4    | 1990.3    | 毎週土曜日22時10分〜30分（本放送） 毎週日曜日9時00分〜20分（再放送）  | 20分間   |
| 1990.4    | 1991.3    | 毎週金曜日22時10分〜30分（本放送） 毎週日曜日9時00分〜20分（再放送）  | 20分間   |
| 1991.4    | 1993.3    | 毎週土曜日22時10分〜30分（本放送） 毎週日曜日9時00分〜20分（再放送）  | 20分間   |
| 1993.4    | 不明      | 毎週土曜日22時00分〜20分（本放送） 毎週日曜日9時00分〜20分（再放送）  | 20分間   |
| 不明      | 1998.3    | 毎週土曜日22時10分〜30分（本放送） 毎週日曜日9時00分〜20分（再放送）  | 20分間   |
| 1998.4    | 1999.3    | 毎週土曜日22時00分〜20分                                              | 20分間   |
| 1999.4    | 2002.3    | 毎週土曜日22時00分〜10分                                              | 10分間   |
| 2007.6.15 | 2021.3.26 | 毎週金曜日22時00分〜22時15分                                          | 15分間   |

## 出演
| 期間      | 期間      | 出演者       | 出演者       |
| --------- | --------- | ------------ | ------------ |
| 1986.4    | 1987.3    | 林家こぶ平   | 田沼梨好     |
| 1987.4    | 1988.3    | 古今亭志ん上 | 古今亭志ん上 |
| 1988.4    | 1999.3    | 轟二郎       | 斉藤直子     |
| 1999.4    | 2002.3    | 矢野明仁     | 村山レイカ   |
| 2007.6.15 | 2012.6    | 轟二郎       | 金杉陽子     |
| 2012.7    | 2013.1    | 轟二郎       | 小川麻希     |
| 2013.2    | 2013.3.22 | 矢野明仁     | 小川麻希     |
| 2013.4.26 | 2016.6.24 | 矢野明仁     | 金杉陽子     |
| 2016.7.1  | 2021.3.26 | 矢野明仁     | 小川麻希     |